# ギュンター・グーゼ
ギュンター・グーゼ (ドイツ語: Günter Guse, 1886年8月30日 - 1953年5月6日) は、ドイツの海軍軍人。

## 来歴
1886年にシュチェチンで生まれる。
1905年4月1日に士官候補生として帝国海軍に入隊する。同期としてヴィルヘルム・カナリスがいる。第一次世界大戦時は魚雷艇の乗組員として参加した後に大洋艦隊司令部の将官となる。
第二次世界大戦時、海軍軍令部長となるが1943年5月31日に引退する。後任はオットー・シュニーヴィント。
1945年3月30日に彼は赤軍に捕らえられウラジーミル中央刑務所に収容される。
1953年5月6日刑務所内で亡くなる。彼の死は1956年まで隠蔽されていた。
なお、同じくソ連の手に渡り処刑された（諸説あり）アルフレート・ザールヴェヒターが名誉回復されているのに対し、彼は未だに名誉回復されていない。